# احمد محمدی (تکواندو)
احمد محمدی (زاده ۲۸ دی ۱۳۶۸ در مازندران) تکواندوکار اهل ایران است.
از افتخارات وی می‌توان به کسب مدال برنز مسابقات قهرمانی بزرگسالان آسیا ۲۰۱۸ اشاره کرد.

## افتخارات
- مدال برنز مسابقات قهرمانی آسیا در سال ۲۰۱۸.[۱۲]
- مدال نقره تورنمنت آزاد قزاقستان در سال ۲۰۱۸.
- مدال نقره مسابقات المپیک کشورهای اسلامی در سال ۲۰۱۷.[۱۳]
- مدال طلا مسابقات جام ریاست فدراسیون جهانی آسیا در قزاقستان.[۱۴]
- مدال طلا باشگاه‌های آسیا در کرج در سال ۲۰۱۷.
- مدال طلا باشگاه‌های اروپا در سال ۲۰۱۶.
- مدال طلا تورنمنت صربستان در سال ۲۰۱۵.[۱۵]
- مدال طلا باشگاه‌های اروپا در سال ۲۰۱۵.
- مدال طلا باشگاه‌های آسیا در تهران در سال ۲۰۱۴.
- مدال طلا تورنمنت کره‌جنوبی در سال ۲۰۱۴.[۱۶]